# مارک-آندره فلوری
مارک-آندره فلوری (فرانسوی: Marc-André Fleury‎؛ زادهٔ ۲۸ نوامبر ۱۹۸۴) بازیکن هاکی روی یخ اهل کانادا است.
وی همچنین برندهٔ جوایزی همچون جام استنلی شده‌است.